# Mill Bay (Columbia Britannica)
Mill Bay è una città dormitorio con circa 3200 persone situata sull'Isola di Vancouver, nel Distretto regionale di Cowichan Valley in Columbia Britannica, Canada a circa 30 km (19 miglia) a Nord di Victoria, la capitale.
Mill Bay venne fondata negli anni 1860 con legname e fresatura come sue industrie primarie, attive presso il mulino sulla baia. È conosciuta per il servizio di traghetti che la collega a Brentwood Bay sulla Saanich Peninsula e alla storica Malahat Drive. La cattiva qualità del collegamento stradale è fonte di critiche a causa di frequenti chiusure dovute a incidenti automobilistici o a condizioni meteorologiche. Sono giunti numerosi suggerimenti da vari gruppi per realizzare un percorso di "bypass" (possibilmente un ponte); comunque a partire dal 2007, il Brentwood-Mill Bay Ferry ed il percorso da Malahat restano i migliori percorsi verso Greater Victoria dal resto dell'Isola di Vancouver (un terzo percorso va verso Sud da Lake Cowichan passando per Port Renfrew verso Victoria). La nave MV Mill Bay che ha prestato servizio per il percorso con traghetto dal 1956 è stata intitolata alla città ma è andata fuori servizio nel 2011 ed ora il collegamento è servito dalla nave MV Klitsa.

## Scuole a Mill Bay
La Brentwood College School è una scuola superiore privata situata a Mill Bay.
La Frances Kelsey Secondary School è una scuola superiore pubblica locale intitolata alla farmacologa Frances Oldham Kelsey.

## Comunità vicine
Il villaggio di Shawnigan Lake è a dieci minuti di macchina da Mill Bay. Cobble Hill, Cowichan Bay e Duncan fanno anche parte della Cowichan Valley.

## Organizzazioni della comunità
Il Mill Bay Freemasons Hall si riunisce il terzo giovedì del mese e dà spazio anche ad altre organizzazioni della comunità.